# Пролактин
Пролакти́н (лактотропный гормон, лактогенный гормон, маммотропин, маммотропный гормон, лат. prolactinum, англ. Prolactin (PRL), Luteotropic hormone (LTH)) — один из гормонов ацидофильных клеток передней доли гипофиза. По химическому строению является пептидным гормоном. Что важно, пролактин появляется ещё у первых позвоночных.
Пролактин относится к семейству пролактинподобных белков.
К этому семейству относится:
- пролактин;
- пролиферин — белковый гормон фибробластов, контролирующий их размножение;
- соматотропин — гормон роста;
- плацентарный лактоген.

Почти все известные эффекты этого гормона так или иначе связаны с размножением. Основным органом-мишенью пролактина являются молочные железы. Пролактин необходим для осуществления лактации, он повышает секрецию молозива, способствует созреванию молозива, превращению молозива в зрелое молоко. Он также стимулирует рост и развитие молочных желёз и увеличение числа долек и протоков в них. Кроме молочных желёз, рецепторы пролактина обнаружены почти во всех остальных органах тела, но действует ли этот гормон на них, пока неизвестно.

## Структура
Пролактин — это одноцепочечный полипептид, состоящий из 199 аминокислот, имеет массу около 24 килодальтон. Его структура сходна со структурой гормона роста и плацентарного лактогена. В одной молекуле пролактина есть три дисульфидных мостика. Вследствие гетерогенности молекулы биопроба и иммуноанализ дают разные результаты, позволяя различить гликозилирование, фосфорилирование, сульфатирование и разрушение (распад). Доминантная форма пролактина негликозилированная. Лактотрофные клетки гипофиза выделяют негликозилированный пролактин, который оттуда разносится по организму.
Известны различные изоформы циркулирующего в крови пролактина, происхождение которых может быть связано с самыми разными посттрансляционными модификациями полипептидной цепи. Известны 4 изоформы: «малый» (ММ 22000), обладает высоким аффинитетом и высокой биологической активностью, «большой» (ММ 50000), «очень большой» (ММ 100000) и «гликолизированный» (ММ 25000), при этом иммуногенность разных форм пролактина одинакова.
«Большой» и «очень большой» пролактин обладают более низким аффинитетом к рецепторам, и более низкой биологической активностью, чем «малый» пролактин. Эти формы пролактина могут содержаться и в крови здоровых людей, но чаще выявляются у больных аденомами. «Малый», вероятно, образуется в результате передвижения некоторых аминокислот негликозилированного пролактина, в то время, как «большой» пролактин — это продукт взаимодействия нескольких молекул негликозилированного пролактина (доминантной формы). Проблема гетерогенности пролактина может заключаться в том, что разный по функциональной активности пролактин и структурно различающиеся разные тканевые рецепторы могут моделировать периферическое действие пролактина.

## Структура гена
Ген пролактина состоит из четырёх интронов и пяти экзонов. Размеры гена составляют около 10 000 пар нуклеотидов. Ген представлен единственной копией на гаплоидный набор и расположен в шестой хромосоме. Достаточно сильно удалены от старта транскрипции последовательности, отвечающие за тканеспецифичный характер экспрессии гена пролактина человека и мультигормональный контроль экспрессии гена пролактина человека. Экспрессия гена пролактина гипофизом находится под контролем трёх 5’-регуляторных районов гена. Два из трёх районов содержат места взаимодействия с Pit-1 (специфический для гипофиза транскрипционный фактор, присутствующий в ядрах лактотрофов, соматотрофов и тиреотрофов). Pit-1 участвует в индукции транскрипции гена пролактина. Фактор Pit-1 стимулирует не только экспрессию гена пролактина, но и ещё гена гормона роста (СТГ) и тиреотропного гормона (ТТГ).

## Рецепторы пролактина
Рецепторы пролактина обнаружены в молочных железах, сердце, лёгких, тимусе, печени, селезёнке, поджелудочной железе, почках, надпочечниках, матке, яичниках, яичках, мышцах скелета, коже, а также в некоторых отделах центральной нервной системы. Рецептор пролактина — трансмембранный рецептор. Он относится к семейству рецепторов цитокинов. Рецептор пролактина содержит внеклеточный домен, которым он связывает пролактин, трансмембранные домены и цитоплазматический домен. Когда пролактин присоединяется к рецептору, происходит димеризация — объединение двух молекул рецепторов. Активация рецептора пролактина приводит к активации Янус-киназы и соответствующего сигнального пути (JAK-Stat), а также активация митоген-активируемой протеинкиназы.

## Секреция и её регуляция
Пролактин секретируют лактотрофные клетки гипофиза, также в секреции пролактина участвуют другие ткани, например, молочная железа, плацента, центральная нервная система и иммунная система (лейкоциты, в том числе лимфоциты).
Секреция пролактина гипофизом находится под сильным регулирующим влиянием гипоталамуса. Регуляция секреции пролактина проходит по принципу угнетения пролактинингибирующим фактором (ПИФ), образующимся в гипоталамусе. Таким фактором служит биогенный амин дофамин. Отростки дофаминергических клеток, находящихся в гипоталамусе, оканчиваются на сосудах воротной системы, таким образом выделение пролактина гипофизом постоянно находится в состоянии угнетения. При прекращении выработки дофамина концентрация пролактина в крови возрастает. Специфические рилизинг-факторы (пролактолиберины), которые могли бы стимулировать выделение пролактина, до сих пор не обнаружены. Синтез и секрецию пролактина непосредственно стимулируют эстрогены, находящиеся в крови. Повышение уровня эстрогенов в крови стимулирует рост клеток, выделяющих пролактин, и непосредственно секрецию пролактина. У человека в регуляции выработки пролактина участвует также вазоактивный интестинальный полипептид и гистидин-изолейциновый пептид.
Когда новорождённого прикладывают к груди, он начинает сосать сосок, тем самым раздражая механорецепторы, находящиеся на соске. Механорецепторы посылают сигнал к гипоталамусу, запускается рефлекс молокоотделения. Раздражение механорецепторов сосков передается через спинной мозг по афферентным волокнам в гипоталамус, который тормозит выделение дофамина, что способствует увеличению концентрации пролактина в крови. Во время беременности лактация не начинается, несмотря на высокое содержание пролактина. Это связано с тем, что выделение молока тормозит гормон прогестерон, концентрация которого падает при рождении плаценты, которое следует за рождением ребёнка, тогда лактация становится возможной.
Некоторые клетки гипофиза, выделяющие пролактин, способны выделять помимо пролактина соматотропный гормон (СТГ). Учёные предполагают, что это связано с существованием общих клеток-предшественников лактотрофов и соматотрофов.
Выработка пролактина значительно увеличивается при стрессовых состояниях, при тревоге, депрессии, при сильных болях (например, травмах, операциях), при психозах. Ещё более значительно секреция пролактина увеличивается при беременности и особенно в период лактации (кормления грудью). При беременности увеличивается уровень эстрогенов, что вызывает увеличение концентрации пролактина. В результате высокий уровень пролактина приводит к созреванию и увеличению молочных желез для подготовки к лактации. Секреция пролактина также увеличивается при злоупотреблении алкоголем и наркотиками (опиатами, амфетамином, кокаином, каннабисом), при приёме некоторых психотропных препаратов, особенно антипсихотиков, в меньшей степени антидепрессантов, транквилизаторов, нормотимиков, а также при приёме эстрогенов, противозачаточных таблеток, некоторых противорвотных лекарств. Секреция пролактина снижается при приёме агонистов дофаминовых D2 рецепторов (бромокриптина, перголида, каберголина и других), а также антагонистов эстрогенов тамоксифена, клостильбегита. В некоторой степени секреция пролактина снижается при приёме гормонов щитовидной железы, глюкокортикоидов.

## Эффекты пролактина
В первую очередь при нормальном гормональном балансе повышение концентрации пролактина у женщин вызывает и поддерживает образование молока в молочных железах. Во время беременности высокий уровень пролактина поддерживает высокое содержание эстрогенов. Но после рождения ребёнка уровень эстрогенов материнского организма резко падает, тогда поддержание уровня пролактина обеспечивают механорецепторы соска. Сосание также вызывает активацию гормона задней доли гипофиза — окситоцина, который обеспечивает выведение молока из груди. Пролактин обеспечивает образование молока (лактогенез), заполнение груди молоком до следующего кормления, но не его выделение (рефлекс выброса молока). Иногда у новорождённых (как у мальчиков, так и у девочек) наблюдается выделение молочной субстанции из сосков. Эту субстанцию часто называют «молоко ведьм». Пролактин, циркулирующий в крови матери непосредственно до рождения ребёнка, оказывает на ребёнка некоторое влияние, что и вызывает выделение «молока ведьм». Обычно выделения прекращаются вскоре после рождения.
Пролактин отвечает за торможение овуляционного цикла, ингибируя секрецию фолликулостимулирующего гормона (ФСГ) и гонадотропного-рилизинг фактора (ГнТФ). У женщин пролактин способствует продлению существования жёлтого тела яичников (удлинению лютеиновой фазы цикла), тормозит овуляцию и наступление новой беременности, снижает секрецию эстрогенов фолликулами яичников и секрецию прогестерона жёлтым телом. В норме этот физиологический механизм предотвращает беременность следующим ребёнком в период кормления грудью предыдущего и может предотвращать менструации в период кормления.
Пролактин, по-видимому, оказывает некоторое обезболивающее действие. Снижение секреции пролактина специальными веществами усиливает болевую чувствительность в опытах у животных, а повышение уровня пролактина снижает болевую чувствительность. Предположительно одним из механизмов обезболивающего действия (хотя и не главным) опиатных анальгетиков, таких как морфин и других, а также неспецифического обезболивающего действия антидепрессантов, антипсихотиков, транквилизаторов является вызываемое ими повышение секреции пролактина. По-видимому, обезболивающее действие пролактина предусмотрено природой для того, чтобы кусание соска ребёнком не вызывало чрезмерно сильной боли у кормящей матери. Пролактин участвует в формировании лёгочного сурфактанта эмбриона на последней стадии беременности, обеспечивает иммунную толерантность эмбриона во время беременности.
Пролактин участвует в обеспечении оргазма после полового акта. Он тормозит действие дофамина, который отвечает за половое возбуждение. Возможно, он также обеспечивает период невозбудимости (рефрактерный период). Уровень пролактина может быть индикатором сексуального удовлетворения и расслабления.
Есть предположения, что пролактин принимает участие в иммунных реакциях. Его секреция лимфоцитами и другими лейкоцитами увеличивается при активации иммунитета, воспалительных процессах, инфекциях и уменьшается при иммуносупрессии (лечении иммунодепрессантами, глюкокортикоидами, противоопухолевыми химиопрепаратами). На поверхности многих клеток, участвующих в иммунных процессах, есть рецепторы к пролактину, и пролактин оказывает на них иммуностимулирующее влияние.
Возможно, пролактин влияет ещё и на стимуляцию разрастания первичных олигодендроцитов, которые впоследствии видоизменяются и становятся олигодендроцитами. Эти клетки отвечают за формирования миелина (вещество, входящее в состав оболочки нервного волокна).
В норме уровень пролактина достигает максимума во время стадии «быстрого сна» или рано утром. Повышение уровня пролактина может быть вызвано физической нагрузкой, приёмом пищи, половым актом.
Пролактин может стимулировать рост новых кровеносных сосудов. Механизм действия может быть как прямым (стимулирование пролиферации клеток эндотелия), так и посредством влияния на выработку различных проангиогенных факторов, таких как фактор роста эндотелия сосудов.
Эффекты пролактина у других позвоночных
Например, у птиц он отвечает за поведение при высиживании яиц, стимулирует синтез «зобного молочка», рост.
У тритонов он регулирует проницаемость кожи для воды, а у рыб из моря способствует к адаптации при осмотическом стрессе во время входа в реки на нерест.

## Нарушения

### Повышение уровня пролактина
Состояние повышенного уровня пролактина в крови называется гиперпролактинемией. Выделяют два вида гиперпролактинемии: физиологическую и патологическую.
Физиологическая гиперпролактинемия не связана с заболеваниями. Концентрация пролактина может увеличиваться во время глубокого сна, сильной физической нагрузки, при кормлении грудью, беременности, половом акте, стрессе. Патологическая гиперпролактинемия обычно вызвана какими-либо заболеваниями.
Повышение уровня пролактина может служить показателем:
- синдрома галактореи;
- синдрома аменореи;
- нарушения функции яичников;
- дисфункции, аденомы гипофиза;
- заболевания гипоталамуса;
- гипотиреоза;
- почечной недостаточности;
- цирроза печени;
- аутоиммунных заболеваний — ревматоидного артрита, диффузного токсического зоба, системной красной волчанки;
- гиповитаминоза В6;
- стресса;
- повреждения грудной клетки.

Повышенный пролактин может быть также следствием приёма нейролептиков, противорвотных, антигистаминных препаратов, эстрогенов, некоторых других лекарств. Гиперпролактинемия может развиться вследствие хирургических операций на грудной клетке, частых выскабливаний матки, абортов.
Выделяют также идиопатическую форму гиперпролактинемии, при которой повышается функция гипофизарных клеток, при этом количество их почти не изменяется. Причины идиопатической гиперпролактинемии пока не установлены.
При гиперпролактинемии у женщин нарушается менструальный цикл. Повышение концентрации пролактина может привести к развитию бесплодия, аноргазмии, фригидности, снижению уровня сексуального влечения, увеличению размеров молочных желез вплоть до формирования макромастии (гигантских молочных желез), могут развиться кисты или аденомы молочных желез, а впоследствии даже рак молочной железы. При сильном повышении уровня пролактина характерна галакторея. Очень высокий уровень пролактина может вызывать психические заболевания.

### Понижение уровня пролактина
Понижение уровня пролактина является показателем:
- синдрома Шихана (апоплексии гипофиза);
- переношенной беременности,
- приёма лекарственных препаратов: дофаминергических средств (допамин, леводопа, бромокриптин, каберголин, тергурид, ропинирол), кальцитонина, конъюгированных эстрогенов, циклоспорина А, дексаметазона, апоморфина, морфина, нифедипина, рифампицина, секретина, бомбезина, тамоксифена.

#### Синдром Шихана
Синдром Шихана представляет собой функциональную недостаточность аденогипофиза. Как правило, развивается при обильных кровопотерях во время родов, при этом концентрация пролактина в плазме падает.

#### Переношенная беременность
При переношенной беременности, как правило, концентрация эстрогенов в крови понижается, следовательно, снижается и концентрация пролактина.